# Bernesq
Bernesq település Franciaországban, Calvados megyében. Lakosainak száma 211 fő (2022. január 1.). Bernesq Bricqueville, La Folie, Rubercy, Saint-Martin-de-Blagny és Trévières községekkel határos.

## Népesség
A település népességének változása:
| Lakosok száma | 301  | 207  | 167  | 202  | 181  | 193  | 204  | 214  | 213  | 211  |
|               | 1968 | 1982 | 1990 | 2006 | 2013 | 2015 | 2017 | 2019 | 2020 | 2022 |